# Australiens Grand Prix 1993
Australiens Grand Prix 1993 var det sista av 16 lopp ingående i formel 1-VM 1993.

## Resultat
1. Ayrton Senna, McLaren-Ford, 10 poäng
2. Alain Prost, Williams-Renault, 6
3. Damon Hill, Williams-Renault, 4
4. Jean Alesi, Ferrari, 3
5. Gerhard Berger, Ferrari, 2
6. Martin Brundle, Ligier-Renault, 1
7. Aguri Suzuki, Footwork-Mugen Honda
8. Riccardo Patrese, Benetton-Ford (varv 77, bränslesystem)
9. Mark Blundell, Ligier-Renault
10. Derek Warwick, Footwork-Mugen Honda
11. Rubens Barrichello, Jordan-Hart
12. Erik Comas, Larrousse-Lamborghini
13. Andrea de Cesaris, Tyrrell-Yamaha
14. Toshio Suzuki, Larrousse-Lamborghini
15. Karl Wendlinger, Sauber (varv 73, bromsar)

### Förare som bröt loppet
- JJ Lehto, Sauber (varv 56, snurrade av)
- Jean-Marc Gounon, Minardi-Ford (34, snurrade av)
- Mika Häkkinen, McLaren-Ford (28, bromsar)
- Michael Schumacher, Benetton-Ford (19, motor)
- Ukyo Katayama, Tyrrell-Yamaha (11, snurrade av)
- Eddie Irvine, Jordan-Hart (10, snurrade av)
- Johnny Herbert, Lotus-Ford (9, upphängning)
- Pierluigi Martini, Minardi-Ford (5, växellåda)
- Pedro Lamy, Lotus-Ford (0, kollision)

## VM-slutställning
| Förarmästerskapet 1. Alain Prost, Williams-Renault, 99 2. Ayrton Senna, McLaren-Ford, 73 3. Damon Hill, Williams-Renault, 69 | Konstruktörsmästerskapet 1. Williams-Renault, 168 2. McLaren-Ford, 84 3. Benetton-Ford, 72 |